# Benoît Assou-Ekotto
Benoît Assou-Ekotto (Arras, Franciaország, 1984. március 24. –) kameruni származású labdarúgó. Rokona az ugyancsak profi labdarúgó Mathieu Assou-Ekotto.

## Pályafutása
Assou-Ekotto 66 mérkőzést játszott a francia RC Lens színeiben, mielőtt az angol Tottenham Hotspur-höz igazolt 2006 nyarán. Első mérkőzését a francia első osztályban a Paris Saint-Germain ellen játszotta 2004. március 28-án.

### Tottenham Hotspur
2006-ban került az angol Tottenham Hotspur-höz. Első szezonjában 16 bajnokin, 4 kupa- és 5 UEFA-kupa mérkőzésen lépett pályára, majd 2007 februárjában térdsérülést szenvedett, ami miatt ki kellett hagynia a szezon hátralevő részét. A 2007-08-as szezonban csupán 2 mérkőzésen lépett pályára, mikor ismét megsérült. Újabb térdsérülése miatt a teljes szezont kihagyta, csak a 2008-09-es szezon előtti barátságos mérkőzésekre tért vissza a csapatba. A 2008-09-es szezon nyitómérkőzésén, 2008. augusztus 16-án a Middlesbrough ellen játszott ismét a bajnokságban.
A 2009-10-es szezonban 30 bajnoki mérkőzésen egyszer talált be, a csapat alapembere lett a védelem bal oldalán. Az ezt követő idényben szintén 30 bajnokin lépett pályára. A 2011-12-es szezonban 34 mérkőzésen 3 gólt is szerzett.
A 2012-13-as idény első mérkőzésén, a West Brom elleni mérkőzésen 25 méterről lőtte be pályafutása ötödik gólját. Ezt követően térdproblémái miatt ismét sok kihagyásra kényszerült, a szezon során 11 bajnokin lépett pályára.

### Válogatott
A kameruni válogatottban Guinea ellen debütált egy barátságos mérkőzésen 2009. február 11-én. 2009. március 28-án végigjátszotta a Togo elleni világbajnoki selejtező mérkőzést, amit válogatottja 1–0-ra elvesztett.

## Sikerei, díjai
RC Lens
- Intertotó-kupa: 2005

Tottenham Hotspur
- Angol ligakupa-ezüstérmes 2008–09.
- Barclays Asia Trophy: 2009

### Egyéni
- Tottenham Hotspur FC Legtöbbet fejlődő játékos 2008–09

## Statisztika
Utolsó frissítés: 2009. augusztus 16.
| Csapat    | Szezon   | Bajnokság | Bajnokság | Bajnokság | Kupa  | Kupa | Kupa  | UEFA  | UEFA | UEFA  | Összesen | Összesen | Összesen | Sárga lap | kiállítva |
| Csapat    | Szezon   | Mérk.     | Gól       | Passz     | Mérk. | Gól  | Passz | Mérk. | Gól  | Passz | Mérk.    | Gól      | Passz    | Sárga lap | kiállítva |
| --------- | -------- | --------- | --------- | --------- | ----- | ---- | ----- | ----- | ---- | ----- | -------- | -------- | -------- | --------- | --------- |
| Tottenham | 2006–07  | 16        | 0         | 0         | 4     | 0    | 0     | 5     | 0    | 0     | 25       | 0        | 0        | 2         | -         |
| Tottenham | 2007–08  | 1         | 0         | 0         | 0     | 0    | 0     | 1     | 0    | 0     | 2        | 0        | 0        | 1         | -         |
| Tottenham | 2008–09  | 29        | 0         | 0         | 5     | 0    | 0     | 2     | 0    | 0     | 36       | 0        | 0        | 4         | 2         |
| Tottenham | 2009–10  | 1         | 1         | 0         | 0     | 0    | 0     | 0     | 0    | 0     | 1        | 1        | 0        | 1         | 0         |
| Összesen  | Összesen | 47        | 1         | 0         | 9     | 0    | 0     | 8     | 0    | 0     | 64       | 1        | 0        | 8         | 2         |